# Bomb Chicken
Bomb Chicken es un videojuego de plataformas y puzles desarrollado y publicado por Nitrome. Se lanzó originalmente el 12 de julio de 2018 para Nintendo Switch mediante el servicio de Nintendo eShop, y posteriormente se lanzaron también versiones para PlayStation 4, Windows, macOS, iOS y Android.
El videojuego tiene como protagonista a una gallina que, curiosamente, pone bombas en vez de huevos. Esta se encuentra en una selva de Latinoamérica, y tiene como objetivo resolver puzles y matar enemigos para escapar de una planta de producción de una cadena de comida rápida conocida como BFC.

## Gameplay
Bomb Chicken es un videojuego en 2D donde el jugador controla a una gallina que pone bombas en vez de huevos. La gallina obtuvo este misterioso poder después de haber estado presente en un accidente en la fábrica BFC, que probaba una salsa azul desconocida.
A diferencia de la gran mayoría de los videojuegos de plataformas, en este el personaje no puede saltar. Esta acción es reemplazada por las bombas, que salen debajo de la gallina y la empujan hacia arriba hasta que queda en la cima de la torre de bombas. Todas ellas salen ya activadas, por lo que tardan unos pocos segundos en explotar; esto hace que el gameplay sea más dinámico, pues el jugador debe mover a la gallina lo más rápido que pueda. También, la gallina puede empujar a las bombas, dirigiéndolas a un sitio en específico y haciéndolas explorar allí una vez ocurre la colisión. La gallina tiene estas habilidades, las cuales usa para escapar de la fábrica BFC. A lo largo de su aventura, la gallina se encontrará con trabajadores de la fábrica, paredes altas, flechas, plataformas y demás. Hay puzles que tienen que ser resueltos interactuando con objetos como placas de presión o tarjetas de acceso.
La gallina muere si recibe un golpe, que hace que pierda una vida. No obstante, la vida se rellena de nuevo cuando el jugador completa un nivel o cuando falla por completo (es decir: cuando la gallina pierde todas sus vidas). A lo largo de los niveles aparecerán gemas azules que la gallina puede coleccionar. También existen habitaciones ocultas, en donde hay más gemas. Cuando se ha completado un nivel y el jugador está a punto de pasar al siguiente, se le permite canjear una cantidad de gemas determinada para incrementar la cantidad de vidas totales. Esta cantidad está predeterminada, pero va incrementando conforme se va subiendo de nivel.
El videojuego consta de unos 29 niveles, contenidos en 3 mundos.

## Desarrollo
Como se menciona anteriormente, Bomb Chicken fue desarrollado por la empresa Nitrome, basada en Reino Unido. El videojuego fue anunciado por Nitrome el 16 de marzo de 2017 a través de un video en YouTube, para luego ser publicado en Steam. Se suponía que iba a ser lanzado en 2017, pero finalmente se publicó en 2018. Nitrome decidió lanzar el videojuego para la Nintendo Switch primero, convirtiéndose entonces en su primer videojuego lanzado para una consola. En los años posteriores fue lanzado en otras plataformas.

## Reseña
Según Metacritic, la valoración del videojuego es de 77 —según los críticos—. Por otro lado, las reseñas en Steam son «muy positivas».